# Scott Montgomery
Scott Montgomery (Perth, 16 ottobre 1981) è un giocatore di poker canadese.

## Biografia
Scott Montgomery ha vinto il suo primo braccialetto alle World Series of Poker 2010 nel $1.000 No-Limit Hold'em. Ha raggiunto il tavolo finale del Main Event delle WSOP 2008, vinto poi da Peter Eastgate: ha chiuso al quinto posto con 3088012 $ di premio.
Al dicembre 2011 le sue vincite totali in tornei live ammontano ad oltre 4 milioni di dollari.

## Braccialetti WSOP
| Anno | Torneo                  | Premio   |
| ---- | ----------------------- | -------- |
| 2010 | $1.000 No-Limit Hold'em | 481760 $ |